# Rue des Trois-Couronnes (Paris)
Pour les articles homonymes, voir Rue des Trois-Couronnes.
La rue des Trois-Couronnes est une rue située dans le 11e arrondissement de Paris, en France.

## Origine du nom
La rue doit son nom à l'enseigne d'un cabaret.

## Historique
La voie est à l'origine un chemin rural menant à Belleville. Elle apparait notamment sur le plan d'Albert Jouvin de Rochefort dessiné en 1672. Elle était occupée par des carrières et des fours à plâtre. 
Après la construction du mur des Fermiers généraux, en 1788, elle est dénommée « rue des Trois-Couronnes-Faubourg-du-Temple » pour éviter la confusion avec la rue des Trois-Couronnes-Saint-Marcel et relie la rue Saint-Maur à la barrière des Trois-Couronnes puis est appelée « rue du chemin de Franciade » pendant la Révolution avant de reprendre sa dénomination initiale. 
Dans la première partie du XIXe siècle, la rue reste peu urbanisée au-delà de la rue Ferdinand (actuelle rue Morand),.
En 1859, la rue d'Angoulême-du-Temple (actuelle rue Jean-Pierre-Timbaud) est prolongée jusqu'à la rue des Trois-Couronnes, formant ainsi une petite place entre la rue Morand et la rue Moret. En 1894, la partie de la rue des Trois-Couronnes située à l'est de la rue Morand est rattachée à la rue d'Angoulême, qui deviendra en 1944 la rue Jean-Pierre-Timbaud.